# Elsie Wayne
Pour les articles homonymes, voir Wayne.
 (août 2016).
Si vous disposez d'ouvrages ou d'articles de référence ou si vous connaissez des sites web de qualité traitant du thème abordé ici, merci de compléter l'article en donnant les références utiles à sa vérifiabilité et en les liant à la section « Notes et références ».
Elsie Eleanore Wayne, née Fairweather (née le 20 avril 1932 à Shédiac au Nouveau-Brunswick et morte le 23 août 2016) est une femme politique canadienne. 

## Biographie
En 1977, Elsie Wayne a été élue au conseil municipal de Saint-Jean. En 1983, elle devient la première mairesse de Saint-Jean et gagne une grande popularité dans la ville. Lors de l'élection canadienne de 1993, elle était l'une des deux seuls candidats progressistes-conservateurs élus au parlement, avec Jean Charest, l'une des pires défaites électorales dans l'histoire canadienne.
En tant que députée, elle a représenté la circonscription de Saint-Jean au Nouveau-Brunswick. Le 2 avril 1998, lorsque Jean Charest démissionna pour devenir le chef du Parti libéral du Québec, Wayne est devenue le chef par intérim du parti, un poste qu'elle a gardé jusqu'à ce que Joe Clark soit élu chef du parti le 13 novembre de la même année.
Elle a appuyé la fusion du Parti progressiste-conservateur de Peter MacKay avec l'Alliance canadienne de Stephen Harper en 2003.
Elle a annoncé sa retraite de la politique le 16 février 2004 et ne s'est pas représentée à nouveau dans la Chambre des communes du Canada.

### Convictions
Politiquement, Elsie Wayne a la réputation d'être conservatrice sur le plan social sur les dossiers du mariage homosexuel et sur la décriminalisation de la marijuana. Elle appuie cependant le filet de sécurité sociale canadien et l'État-providence. Wayne est une des plus farouches partisanes de la monarchie au Canada.

### Vie privée
Elsie Wayne s'est mariée à Richard Wayne et ils ont eu deux fils, Daniel et Stephen.
Elle meurt le 23 août 2016 dans son domicile.